# Edouard Giroux

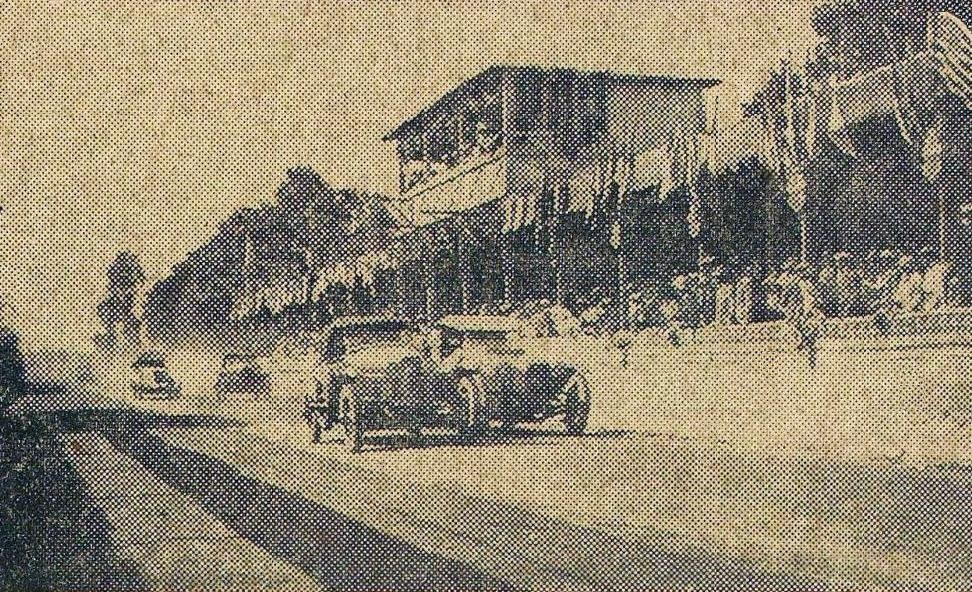
Start zum 24-Stunden-Rennen von Le Mans 1925

Edouard Giroux (* 31. August 1871 in Dijon; † 22. September 1949 in Oullins) war ein französischer Autorennfahrer.

## Karriere als Rennfahrer
Edouard Giroux startete 1925 beim 24-Stunden-Rennen von Le Mans. Bei seinem einzigen Start bei diesem 24-Stunden-Rennen war er Partner von Louis Dollé in einem Werks-Diatto Tipo 30. Der Wagen fiel nach einem Motorschaden vorzeitig aus.

### Le-Mans-Ergebnisse
| Jahr | Team                                   | Fahrzeug       | Teamkollege | Platzierung | Ausfallgrund |
| ---- | -------------------------------------- | -------------- | ----------- | ----------- | ------------ |
| 1925 | Societa Anonima Autocostruzioni Diatto | Diatto Tipo 30 | Louis Dollé | Ausfall     | Motorschaden |